# John Petroske
John Edward Petroske (* 6. August 1934 in Hibbing, Minnesota; † 30. Juli 2019 in Virginia (Minnesota)) war ein US-amerikanischer Eishockeyspieler.

## Karriere
John Petroske besuchte von 1953 bis 1957 die University of Minnesota, für die er in allen vier Jahren Eishockey spielte. Für die US-amerikanische Eishockeynationalmannschaft nahm er an den Olympischen Winterspielen 1956 in Cortina d’Ampezzo teil, bei denen er mit seiner Mannschaft die Silbermedaille gewann. Zudem vertrat er sein Land bei der Weltmeisterschaft 1958.

## Erfolge und Auszeichnungen
- 1956 Silbermedaille bei den Olympischen Winterspielen